# 夏時間の庭
『夏時間の庭』（なつじかんのにわ、L'Heure d'été）は、2008年のフランスのドラマ映画。
監督はオリヴィエ・アサヤス、出演はジュリエット・ビノシュとシャルル・ベルリングなど。

## ストーリー
パリ郊外に住む老女・エレーヌは3人の子供を呼び寄せ、自分が死んだら叔父から受け継いだ美術品等を全て売却して欲しいと頼む。子供たちはそれに反対し、自分たちで受け継いで行きたいと主張し出す。

## キャスト
- アドリエンヌ: ジュリエット・ビノシュ - 長女。米国のデザイナー。
- フレデリック: シャルル・ベルリング - 長男。アドリエンヌの兄。
- ジェレミー: ジェレミー・レニエ - 次男。末っ子。中国のプーマのマネージャ。
- エレーヌ: エディット・スコブ - 75歳の母。
- リサ: ドミニク・レイモン - フレデリックの妻。
- アンジェラ: ヴァレリー・ボネトン（フランス語版） - ジェレミーの妻。
- エロイーズ: イザベル・サドヤン（フランス語版） - 料理人。
- シルヴィー: アリス・ドゥ・ランクザン - フレデリックとリサの娘。
- ジェームズ: カイル・イーストウッド - アドリエンヌのアメリカ人の友人。

## スタッフ
- 監督・脚本：オリヴィエ・アサイヤス
- プロデューサー：マラン・カルミッツ、ナタネール・カルミッツ（フランス語版）、シャルル・ジリベール（フランス語版）
- 撮影：エリック・ゴーティエ
- 美術：フランソワ=ルノー・ラバルト
- 録音：ニコラ・カンタン、オリヴィエ・ゴワナール
- 編集：リュック・バルニエ（フランス語版）
- 衣装：アナイス・ロマン（フランス語版）、ヨルゲン・ドゥーリング
- キャスティング：アントワネット・ブラ
- 助監督：マシュー・グレッドヒル
- スクリプター・記録：クレモンティーヌ・シェーファー
- 製作主任：シルヴィー・バルテ

## 受賞・ノミネーション
第33回セザール賞
- ノミネート：助演女優賞

第75回ニューヨーク映画批評家協会賞
- 受賞：外国語映画賞

第35回ロサンゼルス映画批評家協会賞
- 受賞：外国語映画賞

第44回全米映画批評家協会賞
- 受賞：外国語映画賞

第30回ボストン映画批評家協会賞
- 受賞：外国語映画賞